# 楊向奎
楊向奎（1910年1月10日—2000年7月23日），男，汉族，直隶（今河北）豐潤人，中国歷史學家，曾任山東大學教授、後調往中國科學院歷史研究所研究员。

## 生平
生於地主旺族，七歲入小學，中學畢業後，考入北大文預科，楊向奎十分折服融於顧頡剛的《古史辨》的辨識，晚年曾自述道：“我所以讀歷史，就因為看了《古史辨》”。1931年秋，楊向奎進入北大歷史系，1935年畢業於北京大學歷史學系，留本校文科研究所任助理。1936年赴日本東京帝國大學做研究生。
1957年调到中国科学院历史研究所（现中国社会科学院）工作，1979年倡议创办并主编《清史论丛》。1986年，撰写《宗周社会与礼乐文明》，赴洛阳、豫西、关中进行实地考察，了解周朝建国初年的地理环境及有关问题。
晚年潛心於物理學，力除萬難，撰寫了《論時間、空間》、《熵與引力》、《未來的理論物理學：量子與熵——二進位元的數字運算式》、《關於數理邏輯中的悖論》、《人生境界論——自然空間與理性空間》等科學論著。发表学术论文数百篇。

## 学术贡献
楊向奎在歷史學研究方面提倡文獻資料、考古發掘和民俗調查相結合。一生歷史著述等身，主要學術專著有：《西漢經學與政治》、《中國古代社會與古代思想研究》、《中國古代史論》、《清儒學案新編》、《大一統與儒家思想》、《宗周社會與禮樂文明》、《墨經數理研究》、《自然哲學與道德哲學》、《哲學與科學——自然哲學續編》、《繹史齋學術文集》、《經室學術文集》和《中國屯墾史》等。

## 观点
楊向奎認為史學是社會科學中的基礎科學，因為它是探討社會發展規律的科學。而物理學是自然科學中的基礎科學，因為它是探討自然發展規律的科學。